# نیکون کولپیکس ال۱۱۰
نیکون کولپیکس ال۱۱۰ (به انگلیسی: Nikon Coolpix L110) یک دوربین عکاسی کامپکت ساخت شرکت نیکون است.